# Wat Tyler

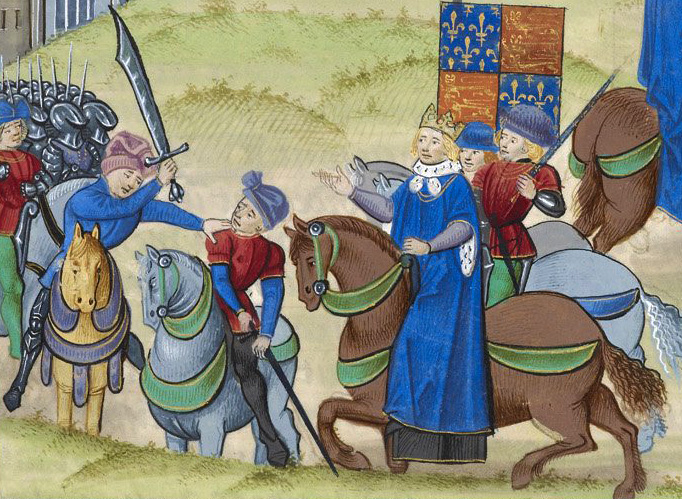
Moartea lui Wat Tyler.

Wat Tyler a fost un țăran englez care a condus o puternică răscoală ce a avut loc în 1381. Cauza principală a revoltei țărănești a constituit-o agravarea situației țărănimii în contextul în care secole de-a rândul a funcționat instituția feudală a rentei. La aceasta s-au adăugat și războaiele îndelungate și devastatoare.

## Contextul social-istoric
La mijlocul secolului al XIV-lea, situația țăranului englez se înrăutațise, printre cauzee se numărau:
- cheltuielile datorate războaielor costisitoare împotriva Franței
- Statutul muncitorului, emis în 1351, se opunea creșterii salariilor
- În 1380 Parlamentul emite un nou Poll tax

Toate acestea au dus la o stare de nemulțumire din partea țărănimii.

## Desfășurarea răscoalei
Întors acasă (în regiunea Kent) după încheierea războiului împotriva Franței, la care participase ca soldat, Wat Tyler surprinde un perceptor regal (însărcinat cu colectarea taxelor și impozitelor) care voia să-i violeze fiica (ce avea 15 ani). Îl ucide, iar țăranii din Kent, din admirație, îl aleg ca lider al rebelilor, căci revolta deja se declanșase.
Răsculații se îndreaptă spre Londra, pe drum eliberând deținuții din închisori și asasinând pe reprezentanții autorității regale. Pe 10 iunie, 100 000 de insurgenți ajung la porțile capitalei engleze și vor să se adreseze regelui Richard al II-lea.
Wat Tyler se afirmă ca bun organizator: impune oamenilor săi o disciplină de fier și interzice jaful, toate acestea pentru a avea mai multa autoritate la negocierea cu regele. Richard, pe atunci un tânăr de 15 ani, nu are curaj să se întâlneasca cu Wat Tyler și se retrage în Turnul Londrei.
Oamenii lui Wat Tyler înconjoară Turnul și asasinează pe apropiații regelui. Richard e nevoit să se întâlnească cu liderul răsculaților care cere abolirea servituții, a acelui poll-tax și a unor privilegii ale nobilimii (cum ar fi cele legate de vânatoare și pescuit). Regele, incercând sa câștige timp, amână pentru a doua zi finalizarea acordului.

## Moartea lui Tyler

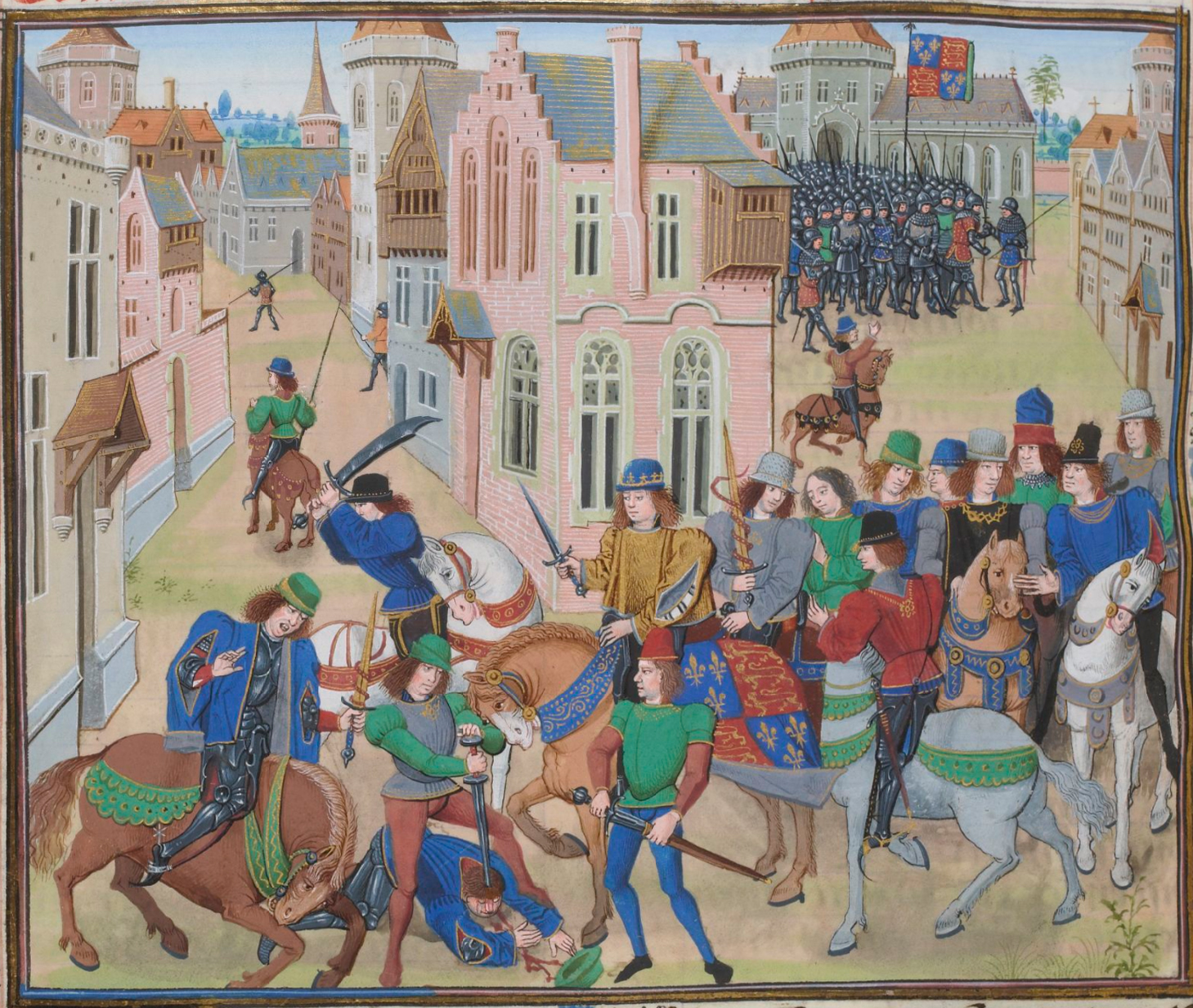
William Walworth îl ucide pe Wat Tyler

Pe 15 iunie, regele Richard al II-lea și Wat Tyler se întâlnesc din nou la Smithfield. Provocat de oamenii regelui, Tyler scoate sabia și aceștia îl ucid. Regele îi face pe răsculați să creadă că liderul lor a fost un trădător care a încercat să îl asasineze. Mai mult, îi convinge pe insurgenți să se retragă, promițând că le va îndeplini revendicările. Represaliile sunt de la sine înțelese: mii de țărani sunt executați.
Poll-tax a fost suprimată abia prin secolul al XVII-lea, iar servitutea a fost suprimată doar parțial abia după Războiul de 100 de ani și complet după Revoluția franceză (4 august 1789).